# Замок Баллішіді
Замок Баллішіді (англ. Ballysheedy Castle, Ballysheeda Castle) — замок Баллішеда — один із замків Ірландії, розташований в графстві Тіпперері. Замок належав ірландському клану О'Дваєр, що володів землями Кілманах в нинішньому графстві Тіпперері. Ірландська назва клану — Ó Dubhuir — О'Дувур, що означає «Онуки Чорного». Засновником клану згідно історичної традиції був чоловік, якого просзвали Чорний — Дувур, що жив в Х столітті. Майкл О'Дваєр був одним із ватажків повстання за незалежність Ірландії 1798 року.
Замок Біллішіді являє собою круглу вежу висотою п'ять поверхів. Замок стоїть в руїнах. Над входом судячи по всьому колись була бійниця для захисту. На першому і другому поверхах кімнати прямокутні, верхня кімната має стелю-склепіння. Зліва від входу йдуть нагору широкі сходи. Після першого поверху нагору йдуть гвинтові сходи. У верхній кімнаті є камін і димар. Є низка вузьких бійниць. На верхніх поверхах — великі війни. Збереглися залишки даху.